# Michail Iwanowitsch Meltjuchow
Michail Iwanowitsch Meltjuchow (russisch Михаил Иванович Мельтюхов; * 14. März 1966 in Moskau, Russische SFSR, Sowjetunion) ist ein russischer Militärhistoriker, der an dem Allrussischen Wissenschaftlichen Forschungsinstitut für die Erforschung der Dokumente und für die Archivkunde tätig ist. Bekannt wurde er durch sein Buch Stalins verpasste Chance, das die Vorgeschichte zum Deutsch-Sowjetischen Krieg bzw. die Präventivkriegsthese diskutiert.